# Força Nacional de Segurança Pública

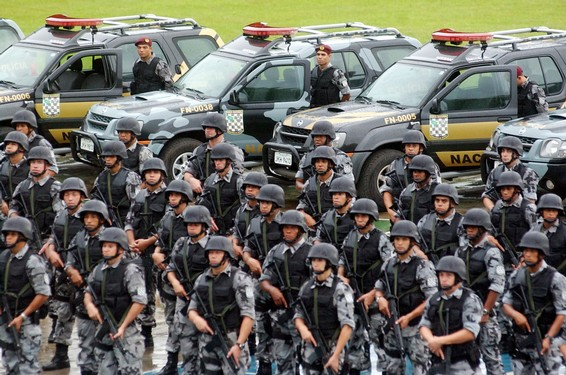
Soldados e viaturas da Força Nacional de Segurança Pública.

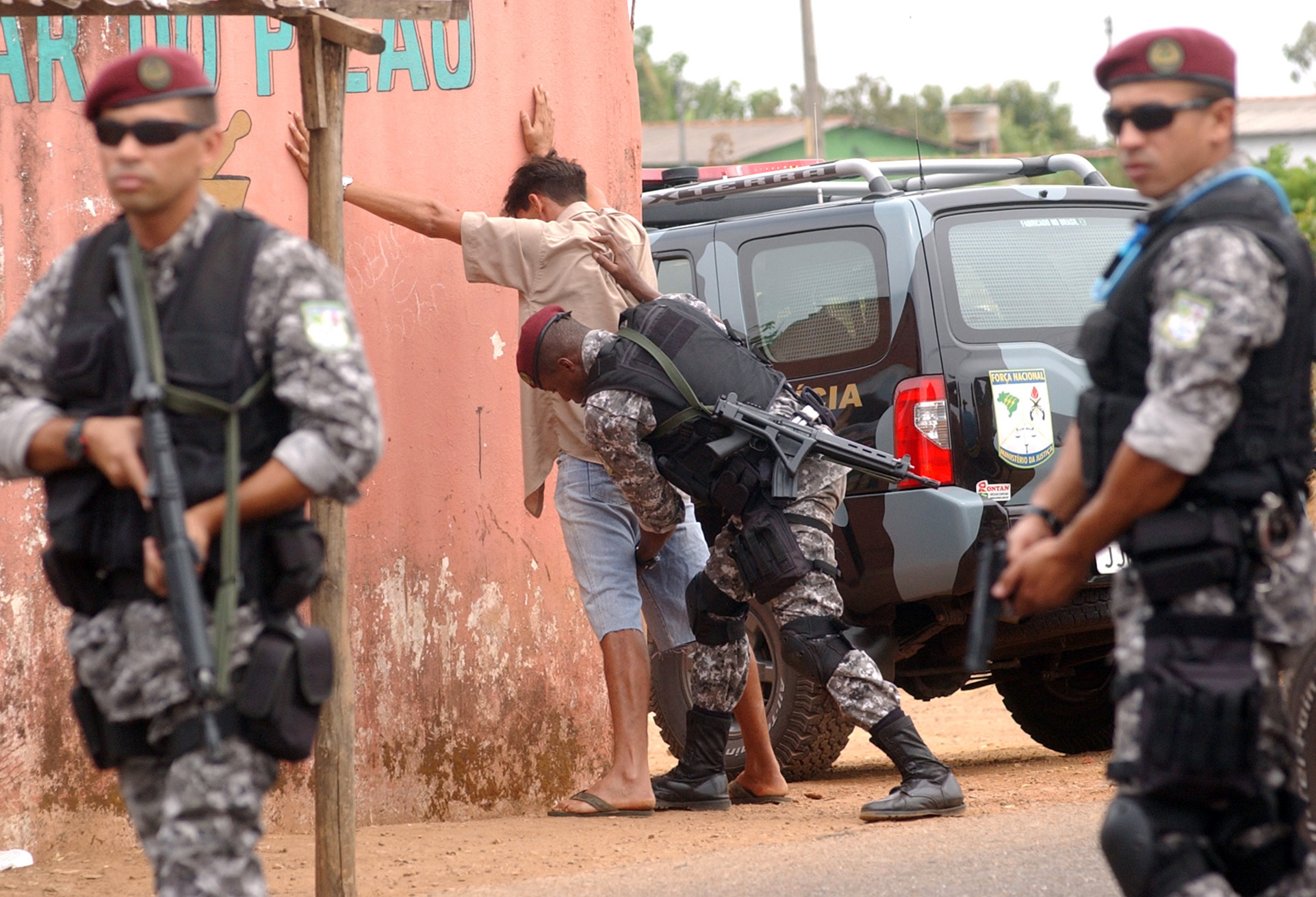
Agentes da Força Nacional de Segurança Pública atuando no entorno do Distrito Federal, 2007

A Força Nacional de Segurança Pública (FNSP) é um programa de cooperação de Segurança Pública brasileiro, com sede em Brasília (DF), coordenado pela Secretaria Nacional de Segurança Pública (SENASP) do Ministério da Justiça e Segurança Pública (MJSP). O órgão foi criado em 2004 e idealizado e criado pelo ministro da Justiça Márcio Thomaz Bastos.
A Força Nacional é composta por policiais militares, civis, bombeiros militares e peritos cedidos por cada unidade federativa do Brasil. São enviados em casos de crises de segurança pública como forma de complementar forças de segurança locais, geralmente a pedido de autoridade locais.

## Motivação
A necessidade residiria no fato de que as ações da polícia são desenvolvidas apenas localmente, ou, no máximo, regionalmente, havendo uma perda do sentido de segurança em caráter nacional, uma vez que os crimes, doravante praticados em uma área, direta ou indiretamente, têm ligações com organizações ou facções de outros estados (em redes intercorrelacionadas nacionalmente, ou até mesmo transnacionalmente).
Havendo somente um "pensar local", deixa de haver um "pensar nacional", com consequentes perdas informativas e de gerenciamento de missões, apesar da existência do Serviço Nacional de Informações, coordenado pela ABIN.[carece de fontes?]
Em caráter embrionário à proposta da Guarda Nacional emerge a Força Nacional de Segurança Pública, criada pelo governo federal e formada por profissionais de segurança pública dos estados e do Distrito Federal. A FNSP é acionada sempre que situações de distúrbio público, originadas em qualquer ponto do território nacional, requerem sua presença. Para tanto, é necessária que exista a aquiescência do governador do estado na sua utilização, o que veio a ser alterado em 12 de março de 2013, através do Decreto Presidencial no. 7.957, incluindo a intervenção nos estados, também, por interesse de qualquer Ministro de Estado (Governo Federal), no que tange a proteção do meio ambiente, permitindo, através desse dispositivo, a interferência armada nos Estados da União, sem que haja a solicitação por parte do governador do respectivo estado.

## Treinamento
A Força Nacional é formada pelas polícias ostensiva e judiciária, além de bombeiros militares e profissionais de perícia forense dos estados membros (art. 4º, § 2º do Decreto nº 5.289, de 2004), indicados pelas Secretarias de Segurança de seus respectivos Estados.
A carga horária de treinamento dos agentes é de aproximadamente 100 horas de curso, dividida em quinze dias de aula. As disciplinas são: direitos humanos, controle de distúrbios civis, policiamento ostensivo, gerenciamento de crise, técnicas de tiro, entre outras.

## Componentes

### Diretoria
A Diretoria da FNSP inclui o seu Diretor, atualmente Fernando Alencar de Medeiros, bem como três Coordenadores-Gerais: de Planejamento e Operações; de Administração; e da Polícia Judiciária e Perícia.

### Batalhão de Pronta Resposta
O Batalhão de Pronta Resposta (BPR) é a unidade de elite da FNSP, tem sede em Gama, no Distrito Federal. Seu efetivo treina com unidades de elite do Brasil e exterior, está apto a ser empregado no policiamento ostensivo ou em operações policiais especiais em qualquer parte do país, foi criado pelo Ministério da Justiça com o intuito de se tornar a principal e mais bem treinada tropa policial brasileira, e poder agir em situações de emergência na segurança pública, quando os órgãos de segurança pública estaduais solicitarem intervenção federal em caráter de urgência. Urgência, que pode ser rapidamente respondida, já que seu contingente é efetivo e não desmobilizável, ficando de prontidão a atender situações críticas na segurança pública.

### Perícia Forense
A Perícia Forense foi inserida como ente integrante do Departamento da Força Nacional de Segurança Pública (DFNSP) durante a catástrofe das enchentes na região serrana do Rio de Janeiro em 2011. É composta por profissionais de perícia oriundos das polícias civis e órgãos periciais de todos os Estados da Federação e do Distrito Federal que, após mobilizados e capacitados, atuam com autonomia para resolução de atividades estritamente periciais destinadas a colher e resguardar indícios ou provas da ocorrência de fatos ou de infração penal, auxílio na ocorrência de catástrofes ou desastres coletivos e na identificação civil e criminal. O efetivo atual é composto por Peritos Oficiais, como Peritos Criminais, Médico-Legistas, Odonto-Legistas e Papiloscopistas, atuando em diversas Operações pelo Brasil de acordo com suas expertises.
Atualmente o foco de atuação da Perícia Forense são os exames voltados para as metas dos programas de redução de crimes violentos da Secretaria Nacional de Segurança Pública (SENASP) e atualmente tem contribuído em perícias de locais de crime, exames balísticos, necropapiloscopia e levantamento de impressões papilares.

### Polícia Judiciária
A Polícia Judiciaria passou a integrar o Departamento da Força Nacional de Segurança Pública em meados de 2010, com a Operação Jaraguá, na capital do estado de Alagoas, Maceió, com a missão de atuar na investigação de crimes de homicídio ocorridos naquela região metropolitana. Composta por delegados, agentes e escrivães de Policias, oriundos de todos os estados da federação e do DF, que após mobilizados e capacitados, atuam com autonomia para o desempenho de atividades de policia judiciaria, na condução de inquéritos policiais que investigam crimes de homicídio, apontando indícios de materialidade e autoria de praticas delitivas, representando pelas respectivas medidas cautelares quando necessárias.
Com o sucesso da Operação Jaraguá Judiciaria, a mesma expertise fora empregada nos estados da Paraíba, Rio Grande do Norte e Goiás, na elucidação de crimes de homicídio, obtendo significativos índices de resolução de inquéritos policiais.
Desde julho de 2015, passou a atuar na cidade de Teresina, capital do estado do Piauí, na condução de inquéritos policiais que investigam crimes de homicídio naquela localidade, mais uma vez atendendo as metas dos programas de redução de crimes violentos da Secretaria Nacional de Segurança Pública (SENASP).

## Atuações
A Força Nacional é acionada quando um Governador ou um Ministro de Estado (vide alt. dada pelo Decreto Presidencial 7.957 de 12 de março de 2013) requisita/determina auxílio federal para conter atos que atentam contra a lei e a ordem e que perigam sair do controle das forças de segurança locais.
Ela já foi utilizada no Espírito Santo e no Mato Grosso do Sul, primariamente para ajudar a conter rebeliões em presídios. O Governo Federal chegou a oferecer a presença Força Nacional ao Estado de São Paulo, durante os ataques às forças de segurança estaduais ocorridos em 2006, mas a oferta foi recusada pelo Governo do Estado paulista.
O governador do Estado do Rio de Janeiro, Sérgio Cabral Filho, logo que assumiu em 2007, devido a onda de ataques de facções criminosas, pediu auxílio da Força Nacional.
O maior contingente da tropa federal empregado, com cerca de 500 homens e 52 viaturas enviados para patrulhar 19 pontos de divisa do estado. A operação, chamada Divisa Integrada, atua sob determinação do governo do Estado fluminense.
Em 2013 ela atuou contra a segunda onda de violência que atingiu o estado de Santa Catarina.
Também usada nos confrontos de terras indígenas no sul da Bahia.
A FNSP foi também acionada em junho de 2013, pelo então governador de Minas Gerais, Antonio Anastasia, com a finalidade de controlar os protestos marcados para a partida de Brasil e Uruguai, por ocasião da Copa das Confederações. Cerca de 1500 homens desta organização atenderam o pedido do governo de Minas.
Em maio de 2014, foi acionada em Pernambuco para fazer a segurança do estado em momento de greve dos policiais militares junto as forças armadas.
Em setembro de 2014, o governo do Maranhão pediu um reforço no efetivo da Força Nacional de Segurança Pública depois de ataques criminosos a ônibus e delegacias na Região Metropolitana de São Luís.
Em maio de 2016 , também acionada no Maranhão, pedido pelo governador Flávio Dino, após ataques a ônibus.
Em agosto de 2016, foi acionada no estado do Rio Grande do Sul, a pedido do governador José Ivo Sartori, para conter a onda de violência e alto número de assaltos e homicídios na região metropolitana do estado.
Em agosto de 2016, a Força Nacional atuou na segurança das arenas da Rio 2016.
Em outubro de 2016, a Força Nacional atuou na segurança das eleições municipais no Rio de Janeiro.
Entre novembro de 2016 a março de 2017, a Força Nacional reforçou a segurança da Assembleia Legislativa do Rio de Janeiro durante os protestos dos servidores do Estado contra a votação do pacote de medidas de corte de gastos públicos.
Entre fevereiro e abril de 2017, a Força Nacional atuou também no estado do Espírito Santo devido à paralisação dos trabalhos da Polícia Militar do estado por conta do movimento que as esposas dos policiais militares fizeram na porta dos quartéis para impedir que seus maridos fossem às ruas, lutando pela reposição salarial e melhores condições de trabalho e segurança para seus maridos policiais.
Em janeiro de 2019, a Força Nacional foi acionada a pedido do governador reeleito do Ceará, Camilo Santana, para conter onda de violência iniciada a partir da detonação de uma bomba contra a estrutura de um viaduto na Caucaia. Os criminosos cometeram em seguida dezenas de ataques a ônibus, veículos oficiais, câmeras de segurança e ao comércio. O pedido foi prontamente atendido pelo recém empossado Ministro da Justiça Sergio Moro que determinou o envio de 300 membros em 30 viaturas que chegaram no estado no dia 5 de janeiro para restabelecimento da ordem e que deverão, a princípio, atuarem por 30 dias.
No dia 31 de março de 2019, 20 bombeiros da Força Nacional de Segurança Pública especializados em busca e salvamento começaram a atuar em Moçambique, em razão do Ciclone Idai que atingiu aquele país. Foi a primeira atuação internacional da Força Nacional brasileira.
Novamente no dia 20 de fevereiro de 2020, foi acionada a pedido do governador do Ceará, Camilo Santana, para conter as manifestações de policiais que iniciaram paralisação.
Em 7 de janeiro de 2023, foi acionada a pedido do Ministro da Justiça, Flávio Dino, para proteger a cidade de Brasília, a integridade física do Palácio do Planalto, o prédio do Supremo Tribunal Federal, Ministérios, a Câmara dos Deputados e Senado Federal, devido ao caráter dos ataques de vandalismo no dia 8 de 2023, sob o risco de uma nova manifestação no decorrer de Janeiro de 2023.
Em 14 de março de 2023, a Força Nacional de Segurança Pública foi acionada conforme portaria MJSP N° 333, a pedido do Ministro da Justiça e Segurança Pública, Flávio Dino, devido ao caráter dos ataques criminosos no estado do Rio Grande do Norte.
Em 7 de maio de 2024, a Força Nacional de Segurança Pública foi acionada pelo Ministro da Justiça e Segurança Pública Ricardo Lewandowski, para conter saques, roubos e violência em meio as Enchentes no Rio Grande do Sul em 2024.